# Dorcadion martini
Dorcadion martini là một loài bọ cánh cứng trong họ Cerambycidae.